# 나가토유모토역
나가토유모토역(일본어: 長門湯本駅)은 일본 야마구치현 나가토시에 위치한 서일본 여객철도 미네 선의 철도역이다. 단선 승강장 1면 1선의 구조를 갖춘 지상역이다.

## 이용 현황
| 승차 인원 추이 | 승차 인원 추이 |
| 연도           | 1일 평균       |
| -------------- | -------------- |
| 1999           | 43             |
| 2000           | 53             |
| 2001           | 45             |
| 2002           | 44             |
| 2003           | 45             |
| 2004           | 39             |
| 2005           | 35             |
| 2006           | 30             |
| 2007           | 30             |
| 2008           | 29             |
| 2009           | 29             |
| 2010           | 20             |
| 2011           | 29             |
| 2012           | 26             |

## 역 주변
- 국도 제316호선
- 나가토유모토 온천

## 역사
- 1924년 3월 23일 : 미네 선 오후쿠역 - 쇼묘이치 역 간 연장에 의해 개업.
- 1987년 4월 1일 : 일본국유철도 분할 민영화에 의해, 서일본 여객철도가 승계.
- 2010년 7월 15일 : 호우에 의해 아사 강 범람으로 인해 교량이나 노반이 유실, 전체 운행이 중단되어 영업 중지.
- 2011년 9월 26일 : 전 노선 운행 재개로 인해, 영업 재개.

## 인접 역
| 서일본 여객철도 미네 선 | 서일본 여객철도 미네 선 | 서일본 여객철도 미네 선 |
| ----------------------- | ----------------------- | ----------------------- |
| 시부키 아사 방면        | ■ 미네 선               | 이타모치 나가토시 방면  |